# Brozánky (Řehlovice)

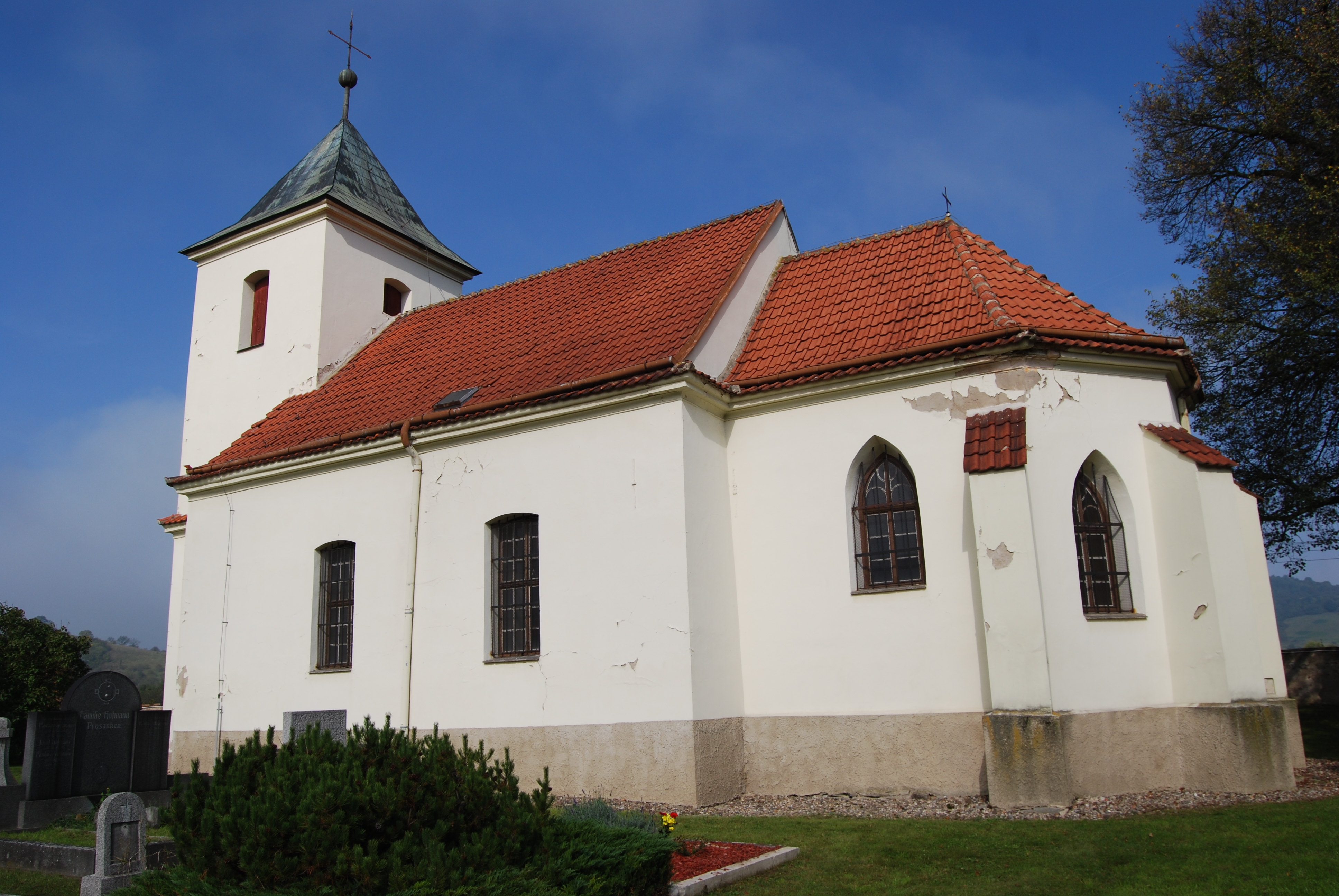
Kirche des Heiligen Wenzel

Brozánky (deutsch Prosanken) ist ein Ortsteil der Gemeinde Řehlovice (Groß Tschochau) in Tschechien.

## Geografische Lage
Brozánky liegt an der Verbindungsstraße von Groß-Tschochau nach Rtyně nad Bílinou in einer Höhe von 161 m.

## Geschichte
Der Ort wird um 1156 als Besitz des Benediktinerinnenklosters in Teplitz urkundlich erwähnt. Seit 1458 gehörte Prosanken zur Herrschaft Teplitz. Der 1939 aus 38 Häuser mit 179 Einwohnern bestehende Ort war nach Groß-Tschochau eingepfarrt, wo sich auch die Schule befand. 1991 hatte Brozánky 110 Einwohner. Im Jahre 2001 lebten in den 41 Häusern des Dorfes 130 Menschen.
Brozánky besitzt einen Haltepunkt an der Bahnstrecke Trmice–Bílina.